# Нея (місто)
Нея (рос. Нея) — місто в Нейському районі Костромської області Російської Федерації.
Населення становить 8474 особи. Входить до складу муніципального утворення місто Нея.

## Історія
У 1936-1944 роках населений пункт належав до Ярославської області. Від 1944 року належить до Костромської області.
Від 2007 року входить до складу муніципального утворення місто Нея.

## Населення
| 1926    | 1931    | 1939    | 1959    | 1970    | 1979    | 1989    |
| ------- | ------- | ------- | ------- | ------- | ------- | ------- |
| 1700    | ↗4600   | ↗8900   | ↗13 446 | ↗14 416 | ↘12 676 | ↗13 291 |
| 1992    | 1996    | 1998    | 2002    | 2003    | 2005    | 2006    |
| ↘13 000 | ↘12 600 | ↘12 300 | ↘11 506 | ↘11 500 | ↘11 200 | ↘11 000 |
| 2007    | 2008    | 2009    | 2010    | 2011    | 2012    | 2013    |
| ↘10 900 | ↘10 746 | ↗10 821 | ↘9827   | ↘9800   | ↘9587   | ↘9377   |
| 2014    | 2015    | 2016    | 2017    | 2018    | 2019    | 2020    |
| ↘9242   | ↘9132   | ↘9001   | ↘8964   | ↘8865   | ↘8720   | ↘8573   |
| 2021    |         |         |         |         |         |         |
| ↘8474   |         |         |         |         |         |         |